# Стоян Атанасов (книгоиздател)
Вижте пояснителната страница за други личности с името Стоян Атанасов.
Стоян Атанасов Хаджистоянов (6 юли 1881 – 3 октомври 1964) е български книгоиздател. В периода 1901–1947 г. издава над 700 книги – произведения на Елин Пелин, Константин Величков, Николай Райнов, Теодор Траянов и др. Издава „Българска енциклопедия (Братя Данчови)“. Пръв издател на музикални творби.